# Férfi kajak kettes 1000 méter a 2012. évi nyári olimpiai játékokon
A 2012. évi nyári olimpiai játékokon a kajak-kenu férfi kajak kettes 1000 méteres versenyszámát augusztus 6. és 8. között rendezték Eton Dorney-ben. A versenyt a Dombi Rudolf, Kökény Roland páros nyerte.

## Versenynaptár
Az időpontok helyi idő szerint, zárójelben magyar idő szerint olvashatóak.
| Dátum                      | Időpont       | Forduló  |
| -------------------------- | ------------- | -------- |
| 2012. augusztus 6., hétfő  | 10:18 (11:18) | Előfutam |
| 2012. augusztus 6., hétfő  | 11:30 (12:30) | Elődöntő |
| 2012. augusztus 8., szerda | 10:16 (11:16) | Döntő    |

## Eredmények
Az időeredmények másodpercben értendők. A rövidítések jelentése a következő:
- Q: döntőbe jutás helyezés alapján

### Előfutamok
A két futamból az első helyezettek az A-döntőbe jutottak, a többiek az elődöntőbe kerültek.
| Helyezés | Nemzet                                                    | Idő      | Mj       |
| 1. futam | 1. futam                                                  | 1. futam | 1. futam |
| -------- | --------------------------------------------------------- | -------- | -------- |
| 1.       | Németország (GER) · Martin Hollstein · Andreas Ihle       | 3:15,263 | Q        |
| 2.       | Ausztrália (AUS) · Dave Smith · Ken Wallace               | 3:19,073 |          |
| 3.       | Szlovákia (SVK) · Peter Gelle · Vlček Erik                | 3:19,571 |          |
| 4.       | Belgium (BEL) · Olivier Cauwenbergh · Laurens Pannecoucke | 3:24,304 |          |
| 5.       | Kazahsztán (KAZ) · Alexey Dergunov · Yevgeni Alekseyev    | 3:32,176 |          |
| 6.       | Kanada (CAN) · Ryan Cochrane · Hugues Fournel             | 3:55,748 |          |
| 2. futam |                                                           |          |          |
| 1.       | Magyarország (HUN) · Dombi Rudolf · Kökény Roland         | 3:11,393 | Q        |
| 2.       | Portugália (POR) · Fernando Pimenta · Emanuel Silva       | 3:13,710 |          |
| 3.       | Svédország (SWE) · Markus Oscarsson · Henrik Nilsson      | 3:16,590 |          |
| 4.       | Új-Zéland (NZL) · Darryl Fitzgerald · Steven Ferguson     | 3:16,608 |          |
| 5.       | Dánia (DEN) · Kim Wraae · Emil Staer                      | 3:17,020 |          |
| 6.       | Oroszország (RUS) · Ilja Medvegyev · Anton Rjahov         | 3:21,086 |          |

### Elődöntők
Futamonként az első három helyezett az A-döntőbe jutott, a többiek a B-döntőbe kerültek.
| Helyezés | Nemzet                                                    | Idő      | Mj       |
| 1. futam | 1. futam                                                  | 1. futam | 1. futam |
| -------- | --------------------------------------------------------- | -------- | -------- |
| 1.       | Svédország (SWE) · Markus Oscarsson · Henrik Nilsson      | 3:13,125 | Q        |
| 2.       | Ausztrália (AUS) · Dave Smith · Ken Wallace               | 3:13,239 | Q        |
| 3.       | Új-Zéland (NZL) · Darryl Fitzgerald · Steven Ferguson     | 3:15,307 | Q        |
| 4.       | Kazahsztán (KAZ) · Alexey Dergunov · Yevgeni Alekseyev    | 3:17,788 |          |
| 5.       | Kanada (CAN) · Ryan Cochrane · Hugues Fournel             | 3:29,819 |          |
| 2. futam |                                                           |          |          |
| 1.       | Szlovákia (SVK) · Peter Gelle · Vlček Erik                | 3:12,690 | Q        |
| 2.       | Oroszország (RUS) · Ilja Medvegyev · Anton Rjahov         | 3:12,901 | Q        |
| 3.       | Portugália (POR) · Fernando Pimenta · Emanuel Silva       | 3:14,017 | Q        |
| 4.       | Dánia (DEN) · Kim Wraae · Emil Staer                      | 3:15,580 |          |
| 5.       | Belgium (BEL) · Olivier Cauwenbergh · Laurens Pannecoucke | 3:15,655 |          |

### Döntők

#### B-döntő
| Helyezés | Nemzet                                                    | Idő      |
| -------- | --------------------------------------------------------- | -------- |
| 1.       | Dánia (DEN) · Kim Wraae · Emil Staer                      | 3:12,820 |
| 2.       | Belgium (BEL) · Olivier Cauwenbergh · Laurens Pannecoucke | 3:13,298 |
| 3.       | Kazahsztán (KAZ) · Alexey Dergunov · Yevgeni Alekseyev    | 3:14,867 |
| 4.       | Kanada (CAN) · Ryan Cochrane · Hugues Fournel             | 3:18,550 |

#### A-döntő
| Helyezés | Nemzet                                                | Idő      |
| -------- | ----------------------------------------------------- | -------- |
| Arany    | Magyarország (HUN) · Dombi Rudolf · Kökény Roland     | 3:09,646 |
| Ezüst    | Portugália (POR) · Fernando Pimenta · Emanuel Silva   | 3:09,699 |
| Bronz    | Németország (GER) · Martin Hollstein · Andreas Ihle   | 3:10,117 |
| 4.       | Ausztrália (AUS) · Dave Smith · Ken Wallace           | 3:11,456 |
| 5.       | Svédország (SWE) · Markus Oscarsson · Henrik Nilsson  | 3:11,803 |
| 6.       | Oroszország (RUS) · Ilja Medvegyev · Anton Rjahov     | 3:12,047 |
| 7.       | Új-Zéland (NZL) · Darryl Fitzgerald · Steven Ferguson | 3:12,117 |
| 8.       | Szlovákia (SVK) · Peter Gelle · Vlček Erik            | 3:12,519 |